# Johannes Heinrich Breitstadt
Johannes Heinrich Breitstadt (* 17. Oktober 1858 in Hassenhausen; † 12. April 1937 ebenda) war Bürgermeister und Abgeordneter des Provinziallandtages der preußischen Provinz Hessen-Nassau.

## Leben
Johannes Heinrich Breitstadt war der Sohn des Bürgermeisters Heinrich Breitstadt und dessen Gemahlin Elisabeth Kapp. Er betrieb in seinem Heimatort eine Landwirtschaft und war hier von 1892 bis 1934 Bürgermeister. Im Kurhessischen Kommunallandtag des Regierungsbezirks Kassel hatte er von 1912 bis 1920 ein Mandat. Im selben Zeitraum war er als Vertreter der Deutschnationalen Volkspartei Abgeordneter im Provinziallandtag der Provinz Hessen-Nassau und im Eingaben- und Legitimationsprüfungsausschuss tätig.